# Загорский, Михаил Борисович
Михаил Борисович Загорский (1885—1951) — советский драматург, театральный критик, историк театра.

## Биография
Литературой занимался с 1904 года. Автор многочисленных публикаций в советских изданиях — «Новый зритель», «Жизнь искусства», «Театр» и других. Автор книг о Михоэлсе, Тарханове, Пушкине и других.
Драматург, автор пьес для БДТ и театра Корша.
Умер в 1951 году. Похоронен на Введенском кладбище (19 уч.).

## Драматургия
- Когда проснётся спящий (1925)
- На западе без перемен (по Ремарку, 1930)

## Произведения
- Михоэлс, 1927[3]
- Степан Кузнецов. Жизнь и творчество, 1927
- Пушкин и театр, 1940
- М. М. Тарханов, 1946
- Гоголь и театр